# نابداد
نابداد یکی از فرماندهان ایرانی شاهنشاه شاپور دوم ساسانی (حک. ۳۰۹–۳۷۹) بود. او در سال ۳۶۳ در محاصره مایوزامالچا رهبر نیروهای ایرانی شهر در برابر امپراتور ژولیان روم (حک. ۳۶۱–۳۶۳) بود. او با ۸۰ تن از نیروهای خود شهر را تسلیم هرمز کرد و امپراتور از جان آن‌ها گذشت ولی در زمان اسارت به دلیل توهین به هرمز به مرگ محکوم شد.